# Берёзовая (река, впадает в Кроноцкий залив)
Берёзовая. или Березовая — река на полуострове Камчатка. Протекает по территории Елизовского района Камчатского края России.
Длина реки — 20 км, площадь водосборного бассейна — 111 км². Берёт истоки с южных склонов Отдельного хребта, в низовьях выходит на заболоченную равнину. Впадает в Кроноцкий залив Тихого океана.

## Данные водного реестра
По данным государственного водного реестра России, относится к Анадыро-Колымскому бассейновому округу.
Код объекта в государственном водном реестре — 19070000212120000020885.